# 保罗·利科
让·保罗·古斯塔夫·利科（法語：Jean Paul Gustave Ricœur，法語發音：[ʒɑ̃ pɔl ɡystav ʁikœʁ]，1913年2月27日—2005年5月20日），法国哲学家和历史学家。

## 生平
保羅·利科於1913年出生於法國的瓦朗斯。他來自一個虔誠的胡格諾派家庭，胡格諾派是法國的宗教少數派。
他的父親在一戰期間於1915年在第二次香檳山戰役中失踪，直到1932年才找到遺體。因此，保羅在父親去世後由祖父母和姑姑撫養長大。
保羅熱愛學習，由於家庭重視聖經研究，他從小就對哲學產生了興趣。他於1932年獲得雷恩大學的學士學位，並於1933到1934年在索邦大學學習哲學，受到了加布里埃爾·馬塞爾的影響。
在二戰期間，利科被徵召入伍，成為法國軍隊的士兵。在1940年德國入侵法國期間，他被俘虜並在Oflag II-D集中營中度過了五年
。
戰爭過後，他在斯特拉斯堡大學任教，並於1950年獲得博士學位。1956年，他成為索邦大學的一名教授，並於1960年發表了《有過失的人》和《惡的象徵》兩本作品。他的學術聲譽逐漸上升。德里達曾在1960年代早期擔任他的助手。
利科於1970年至1985年在芝加哥大學神學院任教，並在這段時間內完成了《時間與敘事》三卷本，並於1985年至1986年發表了著名的吉福德講座。他晚年的作品跨足了不同國家的思想傳統，並在1999年獲得了巴尔赞奖。
保羅·利科於2005年去世，享年92歲，被譽為20世紀哲學的重要代表之一。
利科曾致力于研究各种语言学和心理分析的解释理论。他属于诠释学现象学家胡塞尔和加达默尔一支。保罗·利科的研究范畴属于欧陆哲学，但同时也涉及分析哲学。让-吕克·南希是他的博士生。